# Der Prinz (Film)
Der Prinz (Originaltitel El Príncipe, internationaler englischsprachiger Titel The Prince) ist ein chilenisch-argentinisches Filmdrama von Sebastián Muñoz, das am 29. August 2019 im Rahmen der Internationalen Filmfestspiele von Venedig seine Premiere feierte.

## Handlung
Im Jahr 1970 in San Bernardo im Süden der chilenischen Hauptstadt. Nachdem der 20-jährige, recht narzisstische Jaime seinen besten Freund El Gitano im Rausch getötet hat, wird er zu einer Haftstrafe verurteilt. Im Gefängnis macht der die Bekanntschaft mit „El Potro“, dem „Hengst“, einem älteren, angesehenen und von den anderen Gefangenen gefürchteten Häftling, der Jaimes tiefes Bedürfnis nach Zuneigung und Anerkennung stillt. Zwischen den beiden entwickelt sich eine enge, homoerotische Beziehung, eine „schwarze Liebe“, wie sie es im Gefängnis nennen, damit Jaime, der jetzt als „Der Prinz“ bezeichnet wird, nicht zwischen die Fronten in den Machtkämpfen hinter Gittern gerät, die der Neuling jedoch interessiert beobachtet.

## Produktion

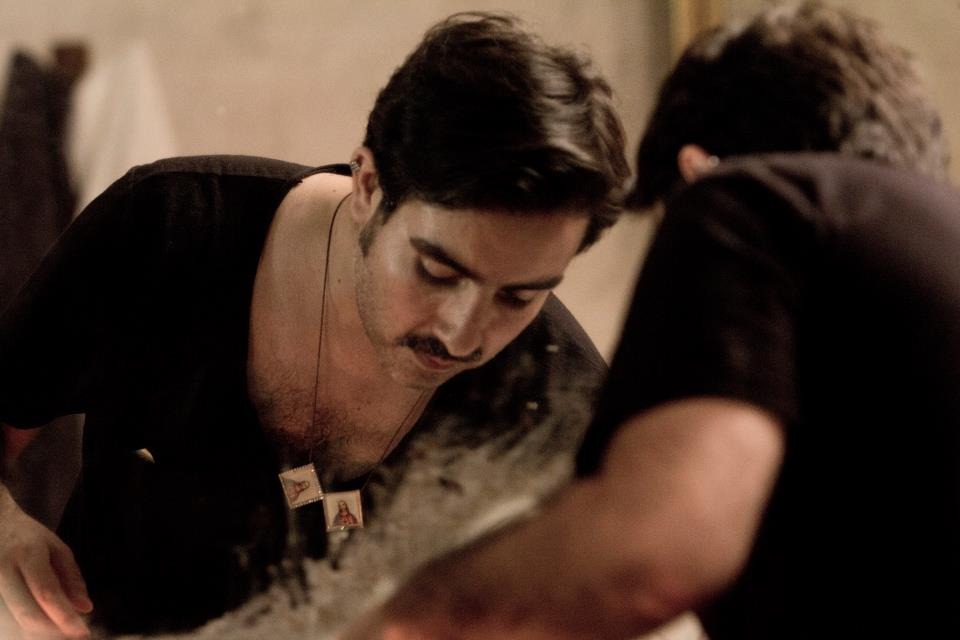
Sebastián Muñoz, gelernter Ausstatter, führte Regie und schrieb auch das Drehbuch

Der Film wurde von El Otro Film, Niña-Niño Films und Le Tiro produziert. Regie führte Sebastián Muñoz, der auch das Drehbuch schrieb. Es handelt sich nach dem Dokumentarfilm Buenos Aires Rap aus dem Jahr 2014 um Muñoz’ ersten Spielfilm, bei dem er als Regisseur fungierte. Zuvor war Muñoz als Art Director bei einigen der wichtigsten Filme des zeitgenössischen chilenischen Kinos tätig, wie Turistas und Il Futuro von Alicia Scherson, Ilusiones ópticas von Cristián Jiménez und an mehreren Filmen von Andrés Waissbluth. Er erwarb einen Abschluss an der Filmschule der Universität Arcis.
El Príncipe ist von einem Roman von Mario Cruz inspiriert. Der Pulp-Roman wurde in den 1970er Jahren geschrieben, war nie in einem richtigen Verlag erschienen oder in Buchhandlungen verkauft worden und wurde von Muñoz zufällig entdeckt. Zusammen mit dem Co-Autor Luis Barrales hatte er fünf Jahre das Drehbuch entwickelt und hierfür Cruz interviewt, um den Ursprung der Geschichte zu erfahren und zu erforschen. Die Geschichte spielt zu Salvador Allendes Regierungszeit, ein chilenischer Arzt und Politiker, der von 1970 bis 1973 Präsident von Chile war und dessen Präsidentschaft der Versuch war, auf demokratischem Wege eine sozialistische Gesellschaft in Chile zu etablieren. Allende wurde durch einen Militärputsch im Jahr 1973 gestürzt, in dessen Verlauf er Suizid beging.
Gegenüber Variety erklärte Muñoz: „Ich glaube, dass es zwei universelle Konzepte gibt, die die Menschheit berühren und das moderne Publikum ansprechen. Diese beiden großartigen Themen werden in Jaimes Geschichte untersucht. Eines ist das Verlangen, und das andere ist das Bedürfnis des Menschen, zu lieben und geliebt zu werden.“ Diese Konzepte würden im Gefängnis erzählt, wo diese inhaftierten Männer nur einander haben und Zuneigung und „schwarze Liebe“ als eine Form von Freiheit suchen, die mit Begierde gepaart ist, so Muñoz. Darüber hinaus bringe der Narzissmus von Jaime die gegenwärtige Gesellschaft und deren Bosheit zum Ausdruck, die ihn dazu bringt, seinen Freund, der seine große Liebe war, zu ermorden. Zum Einsatz des Liedes Nature Boy von Nat King Cole über den gesamten Film hinweg sagte Muñoz, es entspreche dessen Leitmotiv: „Es ist das Lied, das Jaime zum ersten Mal mit El Gitano hört. Jedes Mal, wenn er es hört, erinnert er sich.“ Das Lied ermögliche ihm von dem zu singen, über das er wegen seiner Angst als Homosexueller diskriminiert zu werden, sonst nicht hätte singen können. Es sei damit ein Lied, das Jaimes eigene Lebensgeschichte widerspiegelt, sei aber auch so etwas wie seine innere Stimme, die ihn irgendwie dazu bringen wird, zum ersten Mal zu lieben und dafür geliebt zu werden.

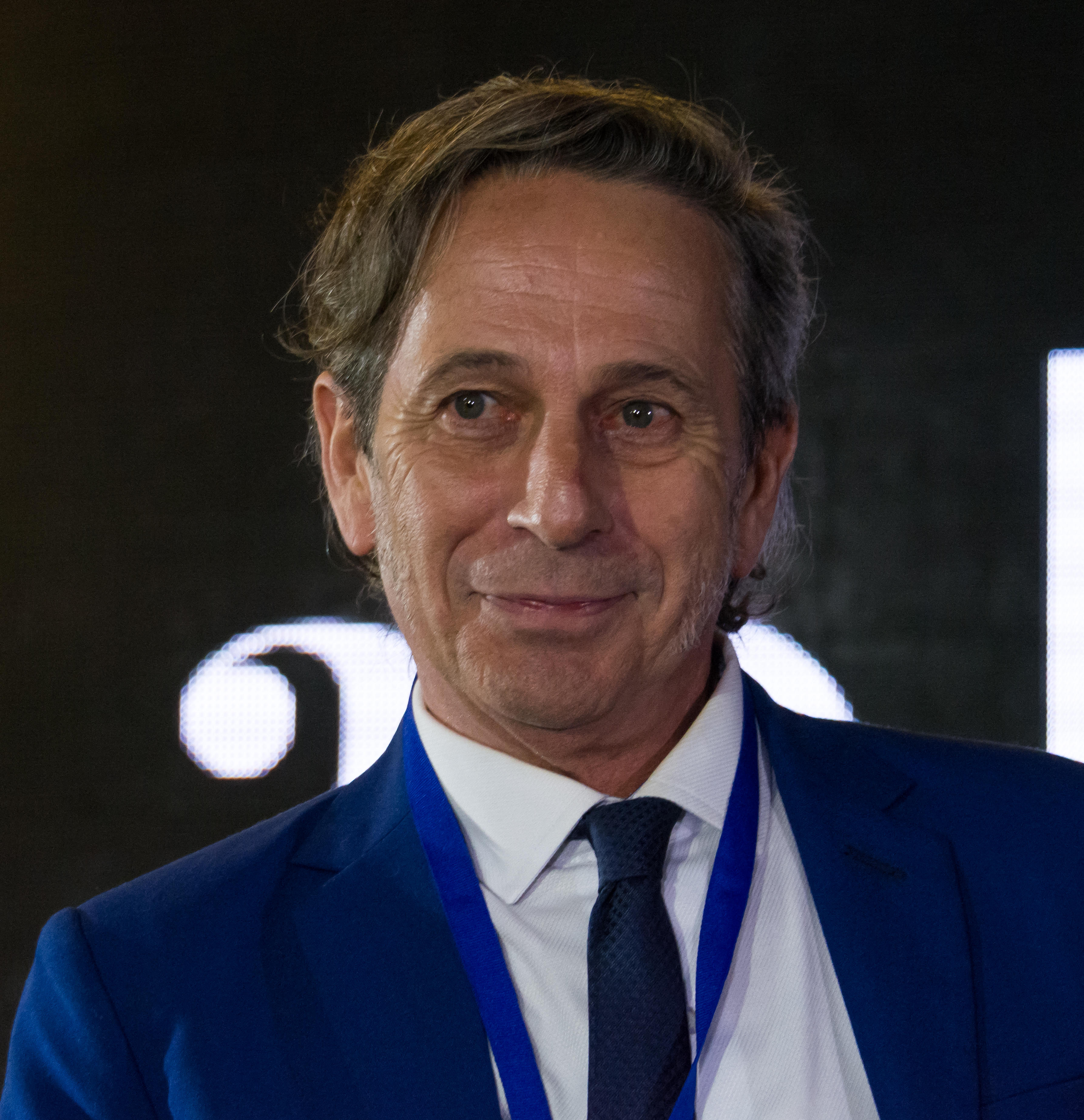
Alfredo Castro spielt „El Potro“, den „Hengst“

Für den in Chile geborenen Schauspieler Juan Carlos Maldonado, der im Film den neuen Häftling Jaime spielt, handelt es sich um die erste Hauptrolle in einem Spielfilm. In einer weiteren Hauptrolle ist der vielfach ausgezeichnete, chilenische Schauspieler Alfredo Castro zu sehen. Als Kameramann fungierte Enrique Stindt.
Im August 2018 zeigte Muñoz einen Rohschnitt des Films in Santiago. Der Film wird in Chile von Jirafa vertrieben. Im September 2018 wurde er beim Festival Internacional de Cine de San Sebastián „in Progress“ gezeigt. Bei den Internationalen Filmfestspiele von Venedig stellt Muñoz den Film ab 29. August 2019 im Rahmen der internationalen Kritikerwoche vor. Im September 2019 stellt Muñoz den fertigen Film auch in Donostia-San Sebastián vor.
Es gibt im Film einige Nackt- und Gewaltszenen. In Deutschland erhielt der Film, trotz einiger Kürzungen, von der FSK keine Jugendfreigabe. Wegen der Nacktszenen wurde der Film in Großbritannien aus dem Programm von Amazon Prime Video genommen.

## Rezeption

### Kritiken
Von den bei Rotten Tomatoes aufgeführten Kritiken sind 93 Prozent positiv.
Michael Meyns, Filmkorrespondent der Gilde deutscher Filmkunsttheater, schreibt, die Stärken von Der Prinz liegen weniger in seiner modernen Haltung, als in seiner dichten Atmosphäre. Als gelernter Ausstatter habe Sebastián Muñoz die Welt des Gefängnis überzeugend zum Leben erweckt, geprägt von satten Erdtönen, verschwitzten Körpern und brodelnder Emotionen. Ob ein Gefängnis tatsächlich als Ort der sexuellen Freiheit fungieren konnte, in dem das ausgelebt werden konnte, was außerhalb der Mauern nicht möglich war, sei dahingestellt, so Meyns, doch zumindest für die 96 Minuten von Der Prinz mag man sich gerne auf diese Phantasie einlassen.

### Auszeichnungen
Festival Internacional de Cine de San Sebastián 2019
- Nominierung für den Horizons Award (Sebastián Muñoz)

Internationale Filmfestspiele von Venedig 2019
- Nominierung im Wettbewerb der Settimana Internazionale della Critica
- Auszeichnung mit dem Queer Lion Award (Sebastián Muñoz)

Platino Awards 2021
- Auszeichnung als Bester Nebendarsteller (Alfredo Castro)[10]